# Luis Enrique Ferrer García
Luis Enrique Ferrer García là nhà bất đồng chính kiến người Cuba.  Ông đã kết hôn và có một con gái.
Ông bị chính quyền Cuba bắt giữ trong vụ mùa Xuân đen năm 2003 và bị kết án 28 năm tù vì việc ông cộng tác với dự án Varela, một sáng kiến công dân kêu gọi cải cách dân chủ ở Cuba.
Sau khi rời khỏi phòng xử án, một người trong đám đông đã xông vào đánh Luis Enrique Ferrer García bằng một cái búa; trong khi bà mẹ và em gái của ông bị xô mạnh ngã xuống đất.
Để phản đối việc mình bị bắt giam tù bất công, nhất là các điều kiện khắc nghiệt và sự ngược đãi của giới chức cai quản nhà tù, Ferrer García đã tuyệt thực rất nhiều lần trong suốt thời gian bị giam giữ. Những vụ tuyệt thực này thường khiến ông bị bệnh và suy yếu. Ông là nạn nhân của vô số cuộc đánh đập thể xác bởi các nhân viên an ninh và bởi các tù nhân tàn bạo. Theo Human Rights First, các cuộc đánh đập này được cho là do giới chức cai quản nhà tù khuyến khích để quấy rối và đe doạ ông.
Ferrer Garcia được phóng thích tháng 11 năm 2010.